# علاج وقائي متقطع
العلاج الوقائي المتقطع (اختصارًا IPT) تدخل صحة عمومية للعلاج والحماية من الملاريا الرضّع (IPTi) والأطفال (IPTc) وطلاب المدارس (IPTsc) والنساء الحوامل (IPTp). يبنى التدخل على اختباري استراتيجيات مكافحة الملاريا (أ) التخلص الطفيليات الموجودة (آثار العلاج تشاهد في إدارة الأدوية الشاملة) و (ب) الوقاية من الإصابة مجدداً (طب وقائي).

## IPTi
IPTi يستخدم العقار المضاد للملاريا Sulfadoxine/Pyrimethamine الذي كان رائدا في أفريقيا، تانزانيا 1999. يتلقى الرضع العلاج بعمر 3,6,9 أشهر بالإضافة للقاحاتهم المعتادة (EPI). هذا العلاج أنقص من الإصابات بالملاريا بنسبة 59% في أفريقيا. من الملاحظ أن الوقاية التي تمتد للسنة الثانية بعد العلاج فقط قد اختفت من التداول. أجري اختبار في شمال تنزانيا استخدم فيه العقار المضاد للملاريا بدل S/P وكان ذلك ناجحاً بنفس النسبة. ستة تجارب لاحقة أظهرت نتائج أقل تشجيعاً. الدراسة الأوسع والأحدث لIPTi أجريت بفعالية في جنوب شرقي تانزانيا. منطقة دراسة تقريباً تبلغ 250x180km2 بعدد سكان يبلغ 900,000 قسمت إلى 24 مجموعة متماثلة. نصف ال 23,400 الرضع تم اختيارهم عشوائياً في 12 من ال24 مجموعة عام 2005 ليتلقوا علاج IPT-SP. في العام التالي 2006 كان تأثير IPTi على الملاريا والأنيميا فقط على 600 رضيع من العينة التمثيلية. وجود النية بتحليل العلاج تضمن جميع الرضع المؤهلين لم يظهر أي فوائد للاعتماد عليها إحصائياً في العلاج IPTi-SP. انتشار الطفيليات في الدم كان 31% تخلل 38% بالمناطق المقارنة (p=0.06). في «بروتوكول التحليل» الذي شمل فقط الرضع الذين تلقوا فعلياً IPTi كان هناك بعض الفوائد: انتشار الطفيليات بالم كان 22% ,19 نقطة مئوية أقل بالمقارنة مع الأطفال في المجموعة المسيطرة (p=0.01). هذه التجربة أظهرت أن IPTi له تأثير وقائي على المستوى الفردي لكنه لايؤثر على المستوى الاجتماعي. تابعت الدراسة عملها على الأطفال لغاية 2007 لكن النتائج لم ترد بعدد الناجين.

## IPTc
معالجة الأطفال المصابين بالS/P و artesunate في السنغال حيث الملاريا موسمية وتنتشر بشكل كبير خلال الموسم تم تقليص الإصابات بنسبة 86% (95% CI 80-90)9. ولاحقاً العلاج الذي تم في مالي أظهر تأثيرات وقائية بنسبة 43% [95% CI 29%-54%].

## IPTsc
معالجة أطفال المدارس المصابين S/P وأموياكوين أبدى تحسناً كبيراً في فقر الدم (RR 0.52, 95% CI 0.29-0.93).

## IPTp
IPTp يتكون من إدارة جرعة علاجية واحدة من دواء فعال مضاد للملاريا مرتين على الأقل خلال فترة الحمل –بصرف النظر عن إصابة المرأة أم عدم إصابتها بالمرض. يتم الإشراف على الدواء خلال زيارات الرعاية قبل الولادة (ANC). Sulfadoxine-pyrimethamine هو دواء موصى به من قبل WHO بسبب أمانه وفعاليته على الحامل. أظهرت العديد من الدراسات فعالية IPTp على مرض SP, بالمقارنة مع CQ prophylaxis كعلاج بديل، على أمراض مثل العدوى المشيمية LBW أو نقص الوزن عند الولادة أو فقر الدم الشديد عند الأم. المزيد من الاكتشافات الحديثة من تنزانيا اقترحت أيضاً استخدام IPTp الذي ينهي دورة حياة S/P. والمؤلفون وجدوا أن «استخدام مضادات الملاريا كجزء من IPTp قد يؤدي إلى تفاقم الإصابة بالملاريا بشكل واسع حيث يكون هناك مقاومة للدواء». بالنسبة للرضع لا يوجد بديل متوفر ل S/P لمكافحة الملاريا أثناء الحمل. في الواقع الخوف من الآثار teratogenic يضيف طبقة من التعقيد على كيفية تطوير هذا التدخل.

## جدل
في حين تتوزع بعض الجوانب المثيرة للجدل مثل الدواء المفضل لجميع أشكال العلاج الوقائي المتقطع، وصل الجدل إلى تفاصيل أكبر عن IPTi (انظر أيضاً السياسة في الأسفل). السبب في كون المعلومات بمجال واسع عن IPTi فيها الكثير من الجدل يتضمن: (1) الدراسات الست التي لحقت أول دراستين عن IPTi لم تثبت نفس الدرجة من الحماية ضد الملاريا (59%) ولا فترة طويلة من منافع الحماية (في السنة الثانية من الحياة) التي لوحظت في الدراسات الأولى. بينت الدراسات اللاحقة أن الوقاية استمرت لمدة 35 يوماً بعد كل علاج والذي يمكن ترجمته لفعالية وقاية تتراوح بين 20-33%. (2) التأثير على فقر الدم والقبول في المستشفى متناقض بين الدراسات. (3) لا يوجد دليل على تقليص الوفيات. من بين أكثر من 8000 طفل أدرجت أسمائهم في دراسات IPTi كان هناك 152 حالة وفاة في مجموعات placebo و157 وفاة في مجموعات sulfadoxine-pyrimethamine بفعالية حماية 2%-(95% CI –22 to 21). (4) كان هناك شكوك أن أي فائدة تلاحظ في IPTi-SP ممكن أن تكون أقل الآن حيث ساءت مقاومة sulfadoxine-pyrimethamine. علاج حديث أجري في تانزانيا تم إنهاءه مبكراً بسبب الوفيات الكثيرة للأطفال الذين أصيبوا ب S/P. (5) لم يكن هناك تاكيد على الحقيقة الداخلية التأثيرات العكسية الجدية، لا سيما ردود الفعل الجلدية التي كانت تتوقف عند ايفاق استعمال sulfadoxine pyrimethamine. مخاوف إضافية قد تكون أنه مع الاستخدام المطول لمضاد الملاريا من أجل prophylaxis ممكن أن يضاف إلى ضغوط الأدوية الكبيرة مما يساهم في انتشار مقاومة الأدوية مع الوقت. لخّص McGready العلاج IPTi على أنه تدخل يستخدم أدوية غير مناسبة ولفئة عمرية غير مناسبة.

## السياسة
تم توثيق السياسات المتبعة في IPTi بشكل جيد وتوضيح العمل على سياسات صحية دولية معاصرة. النتائج الموعودة من أول دراستين ل IPTi أوصلت إلى خلق الجدل حول IPTi, الذي يوكل له مهمة تحديد الفعالية، السلامة وعلاقة الفعالية بالحساسية تجاه الدواء، الفعالية من حيث الكلفة ومدى قبول هذا التدخل. تلقى اتحاد IPTi تقريباً 28$ مليون دولار أمريكي من قبل مؤسسة بيل ومليندا غيتس (BMGF). مجموعة المدراء التقنيين في منظمة الصحة العالمية أعادت الدليل المتعلق بآثار الاستعمال طويل الأمد ل IPTi المتاح عام 2008, وتوصلوا إلى الخلاصة التي تفيد بأن الدليل لم يكن كافياً لينصح باستخدام العلاج على المدى الطويل. موظفو البرنامج وكذلك العلماء الموجودون في BMGF يؤيدون الاستنتاجات التي توصلت إليها منظمة الصحة العالمية. بدورها الانتقادات الصادرة عن BMGF بموضوع الملاريا أثار رئيس قسم الملاريا بمنظمة الصحة العالمية Dr. Akira Kochi فقدم مذكرة على المدير العام وتسرب الخبر على نيويورك تايمز. «كتب الدكتور Dr. Kochi يقول: على الرغم من أن توصية وكالة الصحة باستخدام IPTi كان أقل وأقل وضوحاً إلا وتقاطعت معارضات الوكالة والعلماء والمؤسسين، وقد كتب على W.H.O أن تقاوم تلك الضغوط وتؤكد بقوة على أن مراجعة الأدلة لا يتعلق أبداً بالمصالح الشخصية». بناءً على طلب Dr. Brandling-Bennett من مؤسسة BMGF والمعهد الطبي(IOM) تم عقد مؤتمر للخبراء لتقييم الأدلة المريبة في IPTi – SP وتقديم التوجيه بشأن قيمة الاستثمار في IPTi – SP. ترأس جلسة المؤتمر Myron M. Levine الذي كان وما زال المعتمد المالي من قبل BMGF. اختتم المؤتمر ب «....أن تدخل بنتائج بهذا الحجم الضخم يستحق مزيد من الاستثمار لتحقيق إستراتيجية الصحة العامة لتقليل الإصابة بالملاريا بين الرضع». مجموعة الخبراء التقنيين في WHO أجابت على تقرير IOM «التزمت WHO بعرض المعلومات المتاحة في كل عام». في النهاية تم استبدال Dr Kochi من قبل أحد أعضاء اتحاد IPTi وهو Dr. Robert Newman. في آذار 2010 أوصت WHO المشاركين في دواء الملاريا sulfadoxine pyrimethamine مع لقاح دوري للأطفال (DTP2, DTP3 ولقاح الحصبة في أفريقيا جنوب الصحراء الكبرى). تم تطبيق التوصية فقط في المناطق ذات انتشار كبير للملاريا ومقاومة أقل تجاه SP ، والمعيارين لا يخلوان من الجدل ويتوفران فقط في مناطق قليلة من أفريقيا. بسبب الانخفاض الأخير في انتشار الملاريا في امتدادات أفريقيا  وزيادة المقاومة لدواء SP  فهناك حاجة لعدد قليل من برامج السيطرة على الملاريا التي تسرع في التدخل.

## وصلات خارجية
- IPTi consortium
- New York Times 2/16/08
- IoM report on IPTi